# Kirkabister

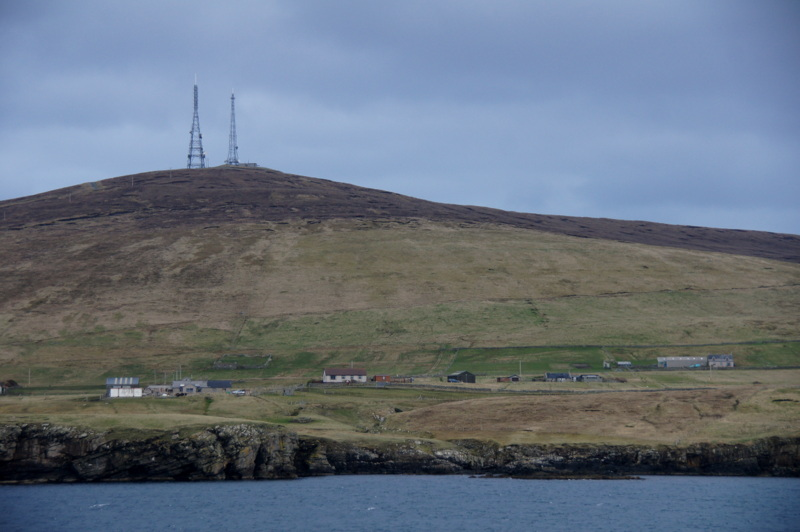
Kirkabister und der Ward of Bressay

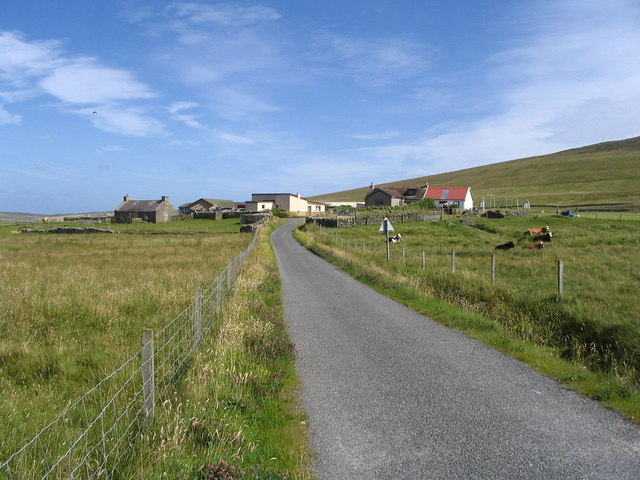
Blick von Süden auf Kirkabister

Kirkabister ist eine Ortschaft, die im Südosten der zu Schottland zählenden Shetlands liegt.

## Geographie
Kirkabister liegt im Südwesten der Insel Bressay, den die Halbinsel Kirkabister Ness prägt. Überragt wird der Ort im Nordosten vom 227 Meter hohen Ward of Bressay. Weitere Berge in der Nähe sind der South Hill und The Black Hill im Südosten. 
Nach Lerwick, auf der anderen Seite des Bressay Sounds, sind es drei Kilometer in nordwestlicher Richtung. Die nächstgelegene Ortschaft auf Bressay ist Ham im Norden.

## Historisches
Im Rahmen der historischen Gliederung Schottlands in Civil Parishes zählt Kirkabister zu Bressay.